# Reigen
Reigen (霊元天皇; Reigen Tennó, 9. července 1654 Kjóto – 24. září 1732 Kjóto) byl japonským císařem v letech 1663–1687. V pořadí byl 112. japonským císařem. Jeho vlastní jméno bylo Satohito (識仁).

## Genealogie
Před Reigenovým nástupem na chryzantémový trůn bylo jeho osobní jméno (imina) Satohito (識仁) a jeho titul ate-no-mija (高貴宮).
Reigen byl 19. synem císaře Go-Mizunóa. Jeho matka byla dcerou ministra středu Sonomotoota (内大臣園基音), dvorní dáma Kuniko (新広義門院国子).
Reigenova císařská rodina s ním žila v Dairi paláce Heian. Tato rodina zahrnovala nejméně 13 synů a 14 dcer:
- Císařovna: Fusako Takacukasa (鷹司房子), později Šin-džjósaimon’in (新上西門院), dcera Norihira Takacukasa.
  - Třetí dcera: císařská princezna Masako (1673–1746; 栄子内親王), provdala se za Cunahiru Nidžó
- Dvorní dáma: Fusako Bódžó (1652–1676; 坊城房子), dcera Tošihira Bódžó 
  - Druhá dcera: císařská princezna Ken'ši (憲子内親王; 1669–1688), provdala se za Iehiro Konoe
- Dvorní dáma: Čunagon-Naiši (1653–1691; 中納言典侍)
  - První syn: císařský princ kněz Saišin (1671–1701; 済深法親王)
- Dvorní dáma: Muneko Macuki (松木宗子), později Keihómon’in (敬法門院), dcera Mucuki Muneacu
  - Čtvrtý syn: císařský princ Asahito (朝仁親王), také známý jako Tomohito, později císař Higašijama
  - Pátá dcera: císařská princezna Tomiko (福子内親王; 1676–1707), provdala se za císařského prince Fušimi-no-mija Kuninaga
  - Šestá dcera: princezna Eisjú (永秀女王; 1678–1725)
  - Sedmý syn: císařský princ Kjógoku-no-mija Ajahito (1680–1711; 京極宮文仁親王) – šestý Kjógoku-no-mija
  - Sedmá dcera: princezna Ume (1681–1683; 梅宮)
  - Osmá dcera: císařská princezna Kacuko (1686–1716; 勝子内親王)
  - Osmý syn: princ Kijo (1688–1693; 清宮)
- Služebnice: Fukuko Atago (1656–1681; 愛宕福子), dcera Ataga Mičitomi
  - Druhý syn: císařský princ kněz Kanrjú (1672–1707; 寛隆法親王)
  - Čtvrtá dcera: princezna Cuna (1675–1677; 綱宮)
- Služebnice: Jóko Godžó (1660–1683; 五条庸子), dcera Godžóa Tamecune
  - Třetí syn: princ San (1675–1677; 三宮)
  - Pátý syn: císařský princ kněz Gjóen (1676–1718; 尭延法親王)
  - Šestý syn: princ Tairei'in (1679; 台嶺院宮)
- Služebnice: Hiroko Higašikuze (1672–1752; 東久世博子), dcera Higašikuze Mičikada
  - Jedenáctý syn: princ Toku (1692–1693; 徳宮)
  - Dvanáctý syn: princ Riki (1697; 力宮)
- Dvorní dáma: Onaikoudži-no-Cubone (?–1674; 多奈井小路局), dcera Nišinotóina Tokinaga
  - První dcera: princezna Čikóin (1669; 知光院宮)
- Dvorní dáma: Cuneko Godžó (1673–?; 五条経子), dcera Tamecune Godžó
  - Devátý syn: princ Saku (1689–1692; 作宮)
  - Desátý syn: císařský princ kněz Sjó'ou (1690–1712; 性応法親王)
  - Devátá dcera: princezna Bunki (1693–1702; 文喜女王)
  - Desátá dcera: princezna Gensjú (1696–1752; 元秀女王)
- Dvorní dáma: Tóšikibu-no-Cubone († 1746; 藤式部局), dcera Sadaacu Reizeie
  - Třináctý syn: císařský princ kněz Sonsjó (1699–1746; 尊賞法親王)
  - Jedenáctá dcera: princezna Bun'ó (1702–1754; 文応女王)
- Dvorní dáma: Icuko Irie (?–1763; 入江伊津子), dcera Sukenaoa Irie 
  - Čtrnáctý syn: princ Kači (1709–1713; 嘉智宮)
  - Patnáctá dcera: princezna Tome (1711–1712; 留宮)
- Dvorní dáma: Čúdžó-no-Cubone (1691–1753; 中将局), dcera Jasusady Kurahaši
  - Patnáctý syn: princ Mine (1710–1713; 峯宮)
- Dvorní dáma: Acuko Macumuro (?–1746; 松室敦子), dcera Šigeacu Macumura
  - Šestnáctý syn: císařský princ Arisugawa-no-mija Jorihito (1713–1769; 有栖川宮職仁親王) – pátý Arisugawa-no-mija
  - Třináctá dcera: císařská princezna Jošiko (吉子内親王, 1714–1758), zasnoubená s šógunem Iecugu Tokugawou
  - Osmnáctý syn: císařský princ kněz Gjókjó (1717–1764; 尭恭法親王)
- Dvorní dáma: Šóšó-no-Cubone (1702–1728; 少将局), dcera Suketada Minami 
  - Čtrnáctá dcera: princezna Jae (1721–1723; 八重宮)
- Dvorní dáma: Nakako Macumuro (1707–1751; 松室仲子), dcera Macumura Šigenaka
  - Sedmnáctý syn: císařský princ kněz Son'in (1715–1740; 尊胤法親王)

Posmrtné císařovo jméno je vlastně složeninou. Bylo vytvořeno až v éře Meidži a je složeno z posledních znaků jmen bývalých císařů Kórei (孝霊, 7. císař) a Kógen (孝元, 8. císař; rei+gen=Reigen).

## Císařův život
Reigen byl 19. synem císaře Go-Mizunóa. Císařem se stal v roce 1663 po smrti císaře Go-Saie, který byl jeho starším bratrem.
V roce 1687 abdikuje ve prospěch svého syna Asahita, korunního princ, který se stává císařem Higašijamou. V roce 1713 Reigen vstupuje do kláštera, mění si své jméno na Sodžó (素浄). Nakonec umírá v klášteře roku 1732.